# Christian Blunck
Pour les articles homonymes, voir Blunck.
Christian Blunck (né le 28 juin 1968 à Hambourg) est un joueur de hockey sur gazon allemand. Il participe aux Jeux olympiques d'été de 1992 et il remporte la médaille d'or de la compétition.

## Palmarès

### Jeux olympiques
- Jeux olympiques de 1992 à Barcelone,  Espagne
  -  Médaille d'or.